# Aspidoscelis neomexicana
Cnemidophorus neomexicanus là một loài thằn lằn trong họ Teiidae. Loài này được Lowe & Zweifel mô tả khoa học đầu tiên năm 1952.

## Hình ảnh

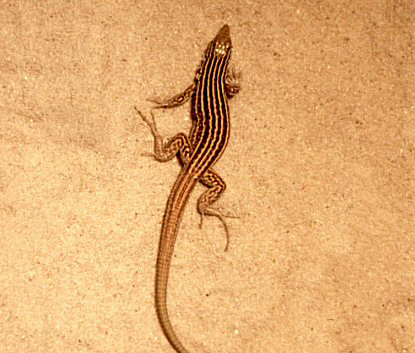